# Сайфутдинов, Данил Вазетдинович
Дани(и)л (Джалиль) Вазетдинович Сайфутдинов (28 октября 1968, Первоуральск, Свердловская область — 11 июля 2020, Екатеринбург) — российский самбист, призёр чемпионатов СССР, России, Европы и мира, мастер спорта России международного класса (1996).

## Биография
Начал заниматься борьбой в школе.
В 1989 году переехал в Екатеринбург где стал заниматься у тренера Фагита Ялалтдинова. В 1993 году выполнил норматив мастера спорта, в 1996 году — мастера спорта международного класса.
Окончил факультет физвоспитания Уральского технического университета.
Заместитель директора Евро-Азиатской управляющей компании.
Скончался 11 июля 2020 года. Похоронен на Окружном кладбище Екатеринбурга.

## Спортивные результаты
- Чемпион Европы и мира в командном первенстве среди юношей;
- Победитель первенства России среди юношей в 1992—1994 годах;
- Кубок СССР по самбо 1990 года — ;
- Чемпионат СССР по самбо 1991 года — ;
- Чемпионат России по самбо 1996 года — ;
- Чемпионат России по самбо 1997 года — ;
- Чемпионат России по самбо 1998 года — ;
- Чемпионат Европы 1993 года по версии FMS (Италия) — ;
- Всероссийские молодёжные игры 1994 года — ;
- Чемпионат мира 1995 года среди клубных команд (Израиль) — ;